# Amosis-Meritamon (princesa)
Amosis-Meritamon (Jˁḥ ms mrjt Jmn, "nascuda de la Lluna, estimada d'Amun"), també apareguda amb els noms d'Amosis-Meritamun, Amosis-Merietamun o simplement Merietamun, fou una princesa de la XVII dinastia d'Egipte. Probablement era una filla del faraó Tao II (el valent).
| iaH · ms | i | mn · n | mr | i | i | t |

| iaH · ms | i | mn · n | mr | i | i | t |

La seva mòmia va ser trobada a l'amagatall de Deir el-Bahri (a la tomba DB320) i ara es troba al museu egipci del Caire. El sudari que cobria el seu cos va permetre saber-ne el nom i títols, com el de filla reia o la germana rieal Meritamon. Gaston Maspero tenia dubtes sobre la identitat de la mòmia, però Grafton Elliot Smith assenyala en la seva descripció de les mòmies reials que el mètode de momificació és coherent amb el de la XVIII dinastia. Les restes són les d'una dona gran relativament baixa. L'examen de la seva mòmia demostra que va patir una ferida al cap abans de morir; aquesta ferida mostra les característiques de traumatisme de l'haver caigut enrere. El cos va ser molt malmès pels lladres de tombes.
No s'ha de confondre amb la seva neboda Amosis-Meritamon, que es va convertir en l'esposa d'Amenofis I.